# Mont Massive
Le mont Massive, culminant à 4 396 m d'altitude, est le second plus haut sommet des montagnes Rocheuses en Amérique du Nord, après le mont Elbert. Il se situe dans la chaîne Sawatch et dans le comté de Lake, au Colorado. Il est protégé au sein de la forêt nationale de San Isabel et de la Mount Massive Wilderness.